# Daniel Featley
Daniel Featley, noto anche con lo pseudonimo di Fairclough (Charlton-upon-Otmoor, 15 marzo 1582 – Chelsea, 17 aprile 1645), è stato un teologo inglese.

## Biografia
Secondogenito di cinque figli, John Fairclough e di sua moglie Marian Thrift; il padre era il cuoco personale del teologo Lawrence Humphrey, all'epoca della nascita di Featley rettore del Magdalen College di Oxford ed in seguito del Corpus Christi College nella stessa università. Fu il primo all'interno della sua famiglia ad adottare lo spelling volgarizzato del proprio cognome. Iniziò il suo percorso formativo con l'accesso nel coro del Magdalen College ed il 13 dicembre 1564 fu ammesso a studiare presso il Corpus Christi College, dove il 13 febbraio 1601 conseguì il Bachelor of Arts ed il 17 aprile 1606 conseguì il Master of Arts, grazie anche al patrocinio dell'allora presidente del Corpus Cristi College, il puritano John Rainolds in onore del quale, nel 1607 il giovane Featley recitò l'orazione funebre.

Nel 1609 pubblicò la sua prima opera data alle stampe e commissionata dal vescovo Thomas Morton; si trattava di un riassunto della biografia del vescovo di Salisbury John Jewel scritta dal Master del Magdalen College Lawrence Humphrey (1527? - 1590) e pubblicata nell'edizione londinese delle opere di Jewel dal titolo The Works of John Jewel, Bishop of Salisbury.

## Il soggiorno parigino e le dispute anti-cattoliche
Nel 1610 il Vice-Cancelliere dell'Università di Oxford, il vescovo di Londra John King, impressionato dal talento di Featley, lo propose all'ambasciatore inglese a Parigi, Sir Thomas Edmondes in qualità di suo cappellano privato. Featley trascorse i successivi tre anni a Parigi al seguito dell'ambasciatore inglese, dimostrando una particolare capacità nelle controversie in materia religiosa. La scelta di un fervente e dialetticamente dotato puritano non fu casuale: dopo l'assassinio di re Enrico IV di Francia, la corte francese temeva il riacutizzarsi delle lotte intestine tra cattolici e protestanti, e la presenza di un fervente cappellano di fede calvinista avrebbe certamente aiutato a sostenere la fazione protestante.

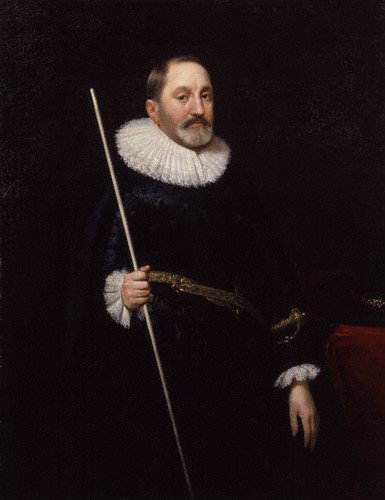
Ritratto dipinto da Daniel Mytens di Sir Thomas Edmondes, ambasciatore inglese alla corte dei re di Francia ed al cui seguito si trovava Featley durante il suo soggiorno parigino.

I sermoni recitati al servizio di Edmondes furono successivamente raccolti e pubblicati nell'opera dal titolo Clavis Mystica nel 1636; fra questi spicca un aspro attacco contro un altro ministro della fede inglese di ispirazione puritana, Benjamin Carier (1566 - 1614), il quale nel 1613 si era riconvertito al cattolicesimo. Tra le diverse dispute pubbliche a cui prese parte durante il suo soggiorno a Parigi a sostegno della religione protestante, la più celebre fu quella tenuta il 4 settembre 1612 contro Richard Smith, protetto del Cardinale Richelieu e futuro Vicario apostolico d'Inghilterra e vescovo di Calcedonia in merito alla dottrina della transustanziazione; la sede della disputa fu la dimora di un gentiluomo inglese di nome Knevet, e tra coloro che assistettero alla discussione, durata più di sette ore, è testimoniata anche la presenza di Ben Jonson, lo scrittore e poeta Henry Constable ed il celebre viaggiatore ed allora corrispondente per Lord Carew, John Pory. Il resoconto della disputa venne pubblicato successivamente da Featley nell'opera dal titolo The Grand Sacrilege of the Church of Rome pubblicata nel 1630.

Un'altra disputa accademica rimasta particolarmente memorabile è quella con l'accademico inglese e sacerdote cattolico Christopher Bagshaw, ancora una volta sul tema della transustanziazione, di questa ulteriore disputa non si hanno ulteriori resoconti.

## Il ritorno in Inghilterra e l'incarico di cappellano per l'Arcivescovo di Canterbury
Nel luglio del 1613 Featley fece ritorno in Inghilterra per raggiungere Oxford e conseguire il suo Bachelor of Divinity, sebbene questo soggiorno prevedesse il suo ritorno in Francia, tuttavia Featley decise di restare in patria per accettare l'incarico di vicario di North Hill, un piccolo villaggio in Cornovaglia, offertogli da un suo precedente allievo, Ezekiel Arscot. Quando il cappellano dell'arcivescovo George Abbot fu nominato preside dell'All Souls College, Featley fu nominato al suo posto in qualità di cappellano personale nel 1617 e nel 1619 ottenne il vicariato di All Saints, nei pressi della sede dell'arcivescovo di Canterbury, il Lambeth Palace.

Una delle mansioni più rilevanti per conto dell'Arcivescovo Abbott fu quello di sovrintendere alla licenza di pubblicazione delle opere a stampa, attività che ricoprì fino al 1625, nella quale non si limitò all'attività di mera censura, ma cercò di promuovere tutta una serie di autori e di opere di ispirazione puritana. Oltre ad incoraggiare l'attività editoriale puritana, Featley continuò a partecipare alle controversie ed ai dibattiti anti-cattolici, il più noto dei quali fu quello con il sacerdote cattolico George Musket, tenutosi il 21 aprile 1621, del quale resta memoria nell'opera di Featley dal titolo An Appendix to the Fishers Net, pubblicata nel 1624.

Un'altra disputa rimasta nella memoria dei contemporanei fu quella del 27 giugno 1623, in collaborazione con il Vescovo di Ely, Francis White, che si tenne nella casa londinese del parlamentare puritano Humphrey Lynde presso Sheer Lane, contro il gesuita inglese John Percy Tuttavia le fervide trattative per il cosiddetto Spanish match, ovvero per il matrimonio tra il figlio di Giacomo I d'Inghilterra, il principe Carlo e la principessa Maria Anna d'Asburgo, figlia del re Filippo II di Spagna, richiesero la repressione di ogni polemica e controversia anti-cattolica all'interno del regno inglese, compresa quella intrapresa da Featley e da White.

## L'avversione all'Arminianesimo
Featley, come altri puritani inglesi, nutriva una particolare avversione per la dottrina dell'arminianesimo, che considerava una revisione della religione cattolica adattata per infiltrarsi nella chiesa anglicana ed avvicinare quest'ultima a quella cattolica. La professione arminiana all'interno della religione protestante inglese aveva come promotori e sostenitori il vescovo di Durham Richard Neile e quello di Londra George Montaigne. In particolare Featley fu un acerrimo avversario di Richard Montague, le cui opere erano patrocinate da Neile e Montaigne, e si scagliò con diversi pamplhlets contro due scritti in particolare di Montagu, dal titolo rispettivamente A gagg for the new Gospel del 1624 e Appello Caesarem del 1625. A sua volta Montagu fu altrettanto ostile e accusò Featley di abusare della sua attività di censore delle opere a stampa per favorire trattati in favore della religione calvinista. Tale accusa suscitò numerosi sospetti sull'attività censoria di Featley, che si concretizzarono con le accuse di aver permesso la stampa di due opere di ispirazione calvinista, apertamente contrarie ai dogmi della Chiesa anglicana. Le opere in questione erano il Saint Austins Summes di William Crompton pubblicata nel 1625 e Gods Holy Mind touching matters morall, which himselfe uttered in Tenne Words or Tenne Commandements di Edward Elton pubblicata nello stesso anno. L'opera di Elton venne pubblicamente condannata e ben 900 copie vennero messe al rogo presso l'area di St Paul's Cross, un pulpito all'aperto appartenente all'Antica cattedrale di San Paolo . Sia Featley che Crompton, in compagnia dell'editore dell'opera, Robert Milbourne, vennero convocati a corte dallo stesso Giacomo I con il quale, secondo le memorie contenute nel suo scritto Cygnea Cantio del 1629, Featley stesso ebbe un dibattito dottrinale in difesa del suo operato grazie al quale riuscì a dimostrare la propria innocenza dichiarando di avere consentito la pubblicazione solo parziale dello scritto di Elton (circa 52 pagine) posto sotto accusa.

Con l'ascesa di Carlo I d'Inghilterra il confronto tra calvinisti e arminiani si accentuò ulteriormente, dal momento che la fazione calvinista nutrì il sospetto delle simpatie del nuovo sovrano per la dottrina di Arminio. Tali sospetti vennero ulteriormente alimentati quando nel 1625 Carlo I, nell'intento di proteggerlo dagli incessanti attacchi della fazione puritana, nominò Montague come uno dei suoi cappellani personali. In quello stesso anno Featley fu nominato membro della Convocation of Canterbury, nella quale divenne il portavoce di un gruppo, costituito da circa quarantacinque religiosi, che si prefissò l'obiettivo di opporsi fermamente alla penetrazione dell'arminianesimo all'interno della Chiesa anglicana. Tuttavia tale nomina non impedì che la reputazione di Featley subisse un duro colpo nell'agosto di quello stesso anno, quando, a seguito dello scoppio di un'epidemia di peste che colpì Londra, costringendo i membri della Convocation a trasferirsi ad Oxford. Nel frattempo Featley si ammalò di bronchite e, sospettando che fosse stato infettato dal morbo, l'assemblea gli impedì di parteciparvi, imponendogli di trasferirsi a Lambeth, ma, giunto al Lambeth Palace l'arcivescovo Abbott gli negò l'accesso, costringendo Featley a fare ritorno alla sua casa di Kennington. L'abbandono dell'appoggio dell'Arcivescovo di Canterbury suscitò in Featley un moto di rancore, inducendolo ad allontanarsi da Abbott e ad astenersi dal servizio di cappellano per Abbott ed a trasferire tutta la sua biblioteca personale dalla sede di Lambeth a quella della sua abitazione privata di Kennington. Il 29 novembre 1626 Abbott offrì a Featley in segno di riconciliazione il rettorato della chiesa londinese di All Hallows, presso Bread Street.

## Il matrimonio e la composizione di opere devozionali
Nel 1624 Featley sposò una sua parrocchiana di nome Joyce Halloway, già due volte vedova di due ricchi mercanti londinesi rispettivamente di Richard Thompson e Isaac Halloway, ma mantenne segreta la sua unione matrimoniale mentre era al servizio dell'Arcivescovo Abbott. Durante tutto il periodo tra il 1625 ed il 1626 in cui la peste imperversò a Londra, Featley abbandonò ogni attività legata alla controversia religiosa in difesa del calvinismo e, colpito dagli effetti della peste in città, si dedicò alla scrittura della sua opera più popolare e forse controversa, ovvero Ancilla pietatis, or, The Handmaid to Private Devotion. Si trattava di una raccolta di preghiere ad uso personale, nella convinzione che il vero Cristiano dovesse dimostrare più devozione in ambito privato piuttosto che pubblico; essa ebbe grande popolarità e venne stampata in sei edizioni, fino al 1639, e tradotta in francese, olandese ed in diverse altre lingue, facendo guadagnare al suo autore una fama a livello internazionale, diventando uno dei libri di devozione preferiti dallo stesso sovrano Carlo I. La seconda, la terza e la quinta edizione dell'opera vennero implementate con l'aggiunta di altri scritti, quali Directions for a private fast, A special confession to be used before the receiving of the sacrament, e A psalme of thanksgiving for women after their delivery; alcune stampe dell'edizione del 1626 vennero pubblicate in aggiunta al piccolo trattato devozionale dal titolo The Summe of Saving Knowledge.

A partire dal 1630 Featley riprese la sua attività di controversia contro la Chiesa cattolica e l'arminianesimo, affrontando in un pubblico dibattito un prete gesuita di nome Thomas Everard. Il resoconto di questa diatriba è contenuto nell'opera di Featley dal titolo The Grand Sacrilege of the Church of Rome e pubblicata nel 1630. Nel 1636 Featley pubblicò una delle sue opere più rilevanti, dal titolo Clavis Mystica, una raccolta di trattati di diversi argomenti che subì l'avversione dell'arcivescovo di Canterbury William Laud, il quale riscontrò nell'opera un eccesso di avversione nei confronti dell'arminianesimo e del cattolicesimo; per questo motivo l'opera di Featley fu sottoposta al vaglio ed alla censura del cappellano personale di Laud, William Bray, che emendò lo scritto di diverse pagine.

## Lo scoppio della Guerra Civile e l'elezione nell'Assemblea di Westminster
Nonostante una delle sue opere più importanti fosse stata sottoposta a censura, questo fatto non impedì a Featley di essere nominato tra le file dei cappellani personali di Carlo I, al cospetto del quale recitò le sue prediche il 29 marzo 1639 ed il 14 aprile 1641. Approssimativamente in questo stesso periodo, secondo la testimonianza di suo nipote John Featley, ricevette l'invito da parte dell'Università di Leiden per un incarico di professore di teologia, che tuttavia declinò per motivi di salute.

Allo scoppio della guerra civile inglese, in qualità di cappellano reale, Featley non seguì il sovrano nel suo ritiro ad Oxford, ma preferì rimanere a Londra dove, grazie alla sua fama di valente teologo, venne nominato uno dei membri dell'Assemblea di Westminster. Il 10 settembre 1642 la Camera dei Comuni affidò a Featley il compito di comporre un'opera in replica al trattato A Safeguard from Shipwracke to a Prudent Catholique, scritto da un sacerdote cattolico secondo il quale era concesso ad un cattolico presenziare ad una cerimonia religiosa di rito protestante. La replica di Featley si concretizzò nello scritto polemico dal titolo Virtumnus Romanus, pubblicato nel 1642, che venne fortemente osteggiato dall'arcivescovo Laud.

La sua appartenenza all'Assemblea di Westminster e la sua collaborazione per conto della Camera dei Comuni non gli risparmiarono le accuse, provenienti da più parti, di essere un fervido sostenitore della causa del sovrano Carlo I e di essere quindi un nemico del Parlamento. Queste accuse lo resero oggetto di almeno due episodi di violenza contro la sua persona: il 10 novembre 1642 un gruppo di soldati fece irruzione nella chiesa di Acton distruggendo l'altare, il fonte battesimale e le vetrate, mentre il 19 febbraio 1643 cinque soldati irruppero nella chiesa di Lambeth e la profanarono, dichiarando di essere alla ricerca di Featley il quale, essendo stato messo in guardia in precedenza, si era rifugiato altrove scampando così alla minaccia.

Il pericolo più grave, tuttavia, causato dalla sua fede religiosa, si manifestò quando, su richiesta di alcuni suoi parrocchiani mediante una petizione presentata poco prima degli episodi di violenza a cui si è fatto cenno, Featley fu convocato di fronte al Committee for Plundered Ministers, ovvero il comitato pubblico voluto dal Parlamento Lungo dopo lo scoppio della rivoluzione, per censurare ed eventualmente sostituire quei ministri della fede che si professavano fedeli a re Carlo I.

## Opere
- (EN) A true relation of that which passed in a conference, at the end of Paternoster-Rowe, called Amen: Touching transubstantiation (1623)
- (EN) The Romish Fisher caught and held in his owne net, Or, a true relation of the protestant conference (1624)
- (EN) An Appendix to the Fishers Net (1624)
- (EN) Ancilla pietatis: or, The hand-maid to private devotion presenting a manuell to furnish her with necessary principles of faith. Forcible motives to a holy life. Usefull formes of hymnes and prayers (1626)
- (LA) Parallelismus nov-antiqui erroris Pelagiarminiani (1626)
- (LA) Pelagius redivivus (1626)
- (EN) A Second Parallel, together with a Writ of Error Sued Against the Appealer (1626)
- (EN) The Summe of Saving Knowledge (1626)
- (LA) Cygnea cantio (1629)
- (EN) The Grand Sacrilege of the Church of Rome (1630)
- (LA) Clavis Mystica (1636)
- (EN) Transubstantiation exploded, or an Encounter with Richard, the titularie Bishop of Chalcedon. ... By Daniel Featley, D.D. Whereunto is annexed a publique and solemne disputation held at Paris with Christopher Bagshawe, D. in Theologie and Rector of Avie Marie College (1638)
- (EN) Virtumnus romanus, or, A discovrse penned by a Romish priest wherein he endevours to prove that it is lawfull for a papist in England to goe to the Protestant church, to receive the communion, and to take the oathes, both of allegiance and supremacie : to which are adjoyned animadversions in the in the [sic] margin by way of antidote against those places where the rankest poyson is couched (1642)